# Пшегоня (герб)

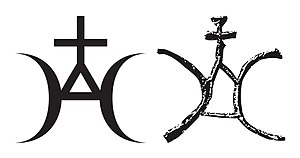
Порівняння емблеми герба князів Ізяславовичів Полоцьких з емблемою герба Остой Миколая зі Сціборжиць (з порталу костелу у Висоцях)

Пшегоня (Пшегіня) (пол. Przeginia, Przegonia) — шляхетський герб, різновид герба Остоя.Порівн. Остою. Дракон доданий до неї в XIII столітті в гербі одного хороброго чоловіка Пшегоня, на згадку про його відвагу.Як і багато інших польських лицарських гербів, герби Остоя та Пшегіня тісно пов'язані з язичницькими слов'янськими міфами, знання та традиції яких ще не зникли навіть у XIV та XV століттях, а саме з міфічною боротьбою між богом неба Перуном та богом потойбічного життя Велесом.Про бій тут нагадують мечі на гербах, бога Країни Мертвих, Велеса, зображує «Дракон, що дихає вогнем зі своєї пащі» (дракон – хтонічні конотації), а про те, що бій відбувався вночі, нагадують золоті півмісяці на гербах.

## Опис герба
У червоному полі між двома золотими півмісяцями, рогами в сторони срібний меч із золотим руків'ям у стовп, у нашоломнику вогнедишний срібний дракон у пояс, на якому перпендикулярно пащі такий самий меч, і півмісяці, як на щиті.

## Найбільш ранні згадки
Відома запис з 1398 і одна середньовічна печатка від 1421 і 1424 Петра Вольфорама, краківського каноніка.
Герб вважають варіантом герба Остоя через схожість і місце виникнення. Бартош Папроцький і Каспер Нісецький наводять думки, що герб Пшегоня походить від гербу Остоя. Аргументом тут є схожість емблем. Папроцький навіть цитує легенду, яка пояснює, що дракон у коштовності мав бути переданий Остойчику – родоначальнику Пшегоня за тривалу відсіч нападу Моравії . Хоча вся легенда не може бути правдою хоча б тому, що в середні віки коштовність Пшегоня була невідома і тоді вона зображувалася з мечем, а Остоя з хрестом, але Францішек Пєкосинський у Геральдиці Середньовіччя вважав спільне походження обох родів імовірним . Він сказав так тому, що село, яке, за його словами, дало назву гербу – Пшегоня , лежить неподалік від гнізд Остойчиків.

## Роди
Bartkowski, Bątkowski, Blizicki, Bortkiewicz, Bratkowski, Domaracki, Dulski, Dyako, Dzwonkowski, Epimach, Głodowski, Gołuski, Hryncewicz, Hryniewicki, Hryniewiecki, Hrynkiewicz, Huba, Hube, Kowalikowski, Kowalkowski, Kryński, Kryski, Ktahelski, Lisowski, Lissowski, Nićwieciński, Niewieściński, Nikonowicz, Odloczyński, Piechowicz, Plewaka, Plewako, Przegaliński, Przegon, Przegoń, Przepałkowski, Przezdomski, Sieracki, Strzegocki, Wietrzyński, Wolfram, Zakobielski, Zołczycki, Zwiartowski, Zwonkowski, Żołczycki, Żółcic.